# Småsjön, Västergötland
Småsjön är en sjö i Ale kommun i Västergötland och ingår i Göta älvs huvudavrinningsområde. Sjön ligger i naturreservatet Risvedens vildmark.